# Ablepharus pannonicus
Ablepharus pannonicus es una especie de lagarto perteneciente a la familia Scincidae. Es originaria de Georgia, sur de Turkmenistán, sur de Tayikistán, Uzbekistán, Kirguistán, oeste de Azerbaiyán, este de Irán, Irak, Omán, Afghanistán, Pakistán, Jordania, Siria, y Emiratos Árabes Unidos, Australia, y Chipre.